# Something to Live For
Something to Live For (Nederlandstalige titels: Zwakheid... Uw naam is vrouw en Drankzucht en liefde) is een Amerikaanse dramafilm uit 1952 onder regie van George Stevens.

## Verhaal
De carrière van actrice Jenny Carey lijdt onder haar drankprobleem en haar destructieve relatie met de theaterdirecteur Tony Collins. Haar oude vriend en ex-verslaafde Alan Miller tracht haar van de drank af te helpen. Zijn vrouw Edna denkt dat er meer aan de hand is tussen hen beiden.

## Rolverdeling
| Acteur         | Personage     |
| -------------- | ------------- |
| Joan Fontaine  | Jenny Carey   |
| Ray Milland    | Alan Miller   |
| Teresa Wright  | Edna Miller   |
| Richard Derr   | Tony Collins  |
| Douglas Dick   | Baker         |
| Herbert Heyes  | J.B. Crawley  |
| Harry Bellaver | Billy         |
| Paul Valentine | Albert Forest |